# Notopleura palestinae
Notopleura palestinae är en måreväxtart som först beskrevs av Paul Carpenter Standley och Julian Alfred Steyermark, och fick sitt nu gällande namn av Charlotte M. Taylor. Notopleura palestinae ingår i släktet Notopleura och familjen måreväxter. Inga underarter finns listade i Catalogue of Life.